# Wolfgang Killias
Wolfgang Killias (Chur, 10 februari 1795 - aldaar, 18 september 1868) was een Zwitsers spoorwegingenieur, -bestuurder en -ambtenaar.

## Biografie
was een zoon van Andreas Killias en van Magdalena Gillardon. Hij was getrouwd met Emilie Herrli uit Chur. Na zijn handels- en technische studies was hij van 1830 tot 1840 werfleider bij de aanleg van de spoorlijn Milaan-Monza. Vervolgens was hij van 1849 tot 1853 de eerste secretaris van het Departement van Handel en Douane. Nadien was hij van 1857 tot 1863 bestuurslid van de Vereinigte Schweizerbahnen. Hij nam ontslag uit die functie na het mislukken van het project van een spoorlijn over de Lukmanierpas.

## Werken
- (fr)  Etat actuel de la question d'un chemin de fer à travers les Alpes Suisses, 1865.

- Gemeinsame Normdatei: 1061006212
- Historisch woordenboek van Zwitserland: 011910
- Virtual International Authority File: 311598005